# شویبوجتسه
شویبوجتسه (به لهستانی: Świebodzice؛‏ تلفظ لهستانی: [ɕfjɛbɔˈd͡ʑit͡sɛ]) یک منطقهٔ مسکونی در لهستان است که در شهرستان شویدنگتسا واقع شده‌است. شویبوجتسه ۳۰٫۴۵ کیلومتر مربع مساحت و ۲۳٬۱۷۵ نفر جمعیت دارد.

## خواهرخوانده
شهر والدبرول خواهرخواندهٔ شویبوجتسه هست.